# Sorin Rădoi
Sorin Nicoşur Rădoi (Craiova, 30 giugno 1985) è un allenatore di calcio ed ex calciatore rumeno, di ruolo difensore o centrocampista, attuale vice tecnico del Viitorul Costanza.

## Carriera

### Giocatore

#### Gli inizi
Nato e cresciuto a Craiova, muove i primi passi in una scuola calcio affiliata con la squadra della sua città con cui disputa la categoria formazione Pulcini e nel 1995 durante un torneo locale segna una tripletta e poco dopo la fine della partita un talent scout gli offre un provino per la squadra della sua città, l'Extensiv Craiova. Dopo aver fatto tutte le trafile delle squadre giovanili, nell'estate 2002 viene aggregato in prima squadra, esordendo pochi giorni dopo in campionato. Con l'Extensiv Craiova totalizza 19 presenze senza segnare nemmeno un gol.
Il 29 luglio 2003 viene ceduto in prestito allo Sportul Studențesc per un costo di 50000 €: siglando un accordo triennale con il club.
Il 29 luglio successivo, un anno dopo essere stato svincolato in seguito ad un litigio con un suo compagno di squadra, viene annunciato il suo trasferimento allo Sportul Studentesc per 125000 €. Fa il suo debutto ufficiale con lo Studencesc l'11 agosto seguente, in occasione del match casalingo vinto per 2-0 contro l'FCU Craiova, subentrato nel secondo tempo come sostituto.

### Allenatore
Il 1º luglio 2019, dopo il suo ritiro dal calcio giocato viene nominato nuovo vice tecnico del Viitorul Costanza, squadra con cui ha trascorso i suoi ultimi due anni di carriera calcistica.

## Palmarès

### Club

#### Campionati nazionali
- Liga II: 1

Sportul Studentesc: 2003-2004
- Campionato rumeno: 2

Viitorul Costanza: 2016-2017